# Albert Sonck

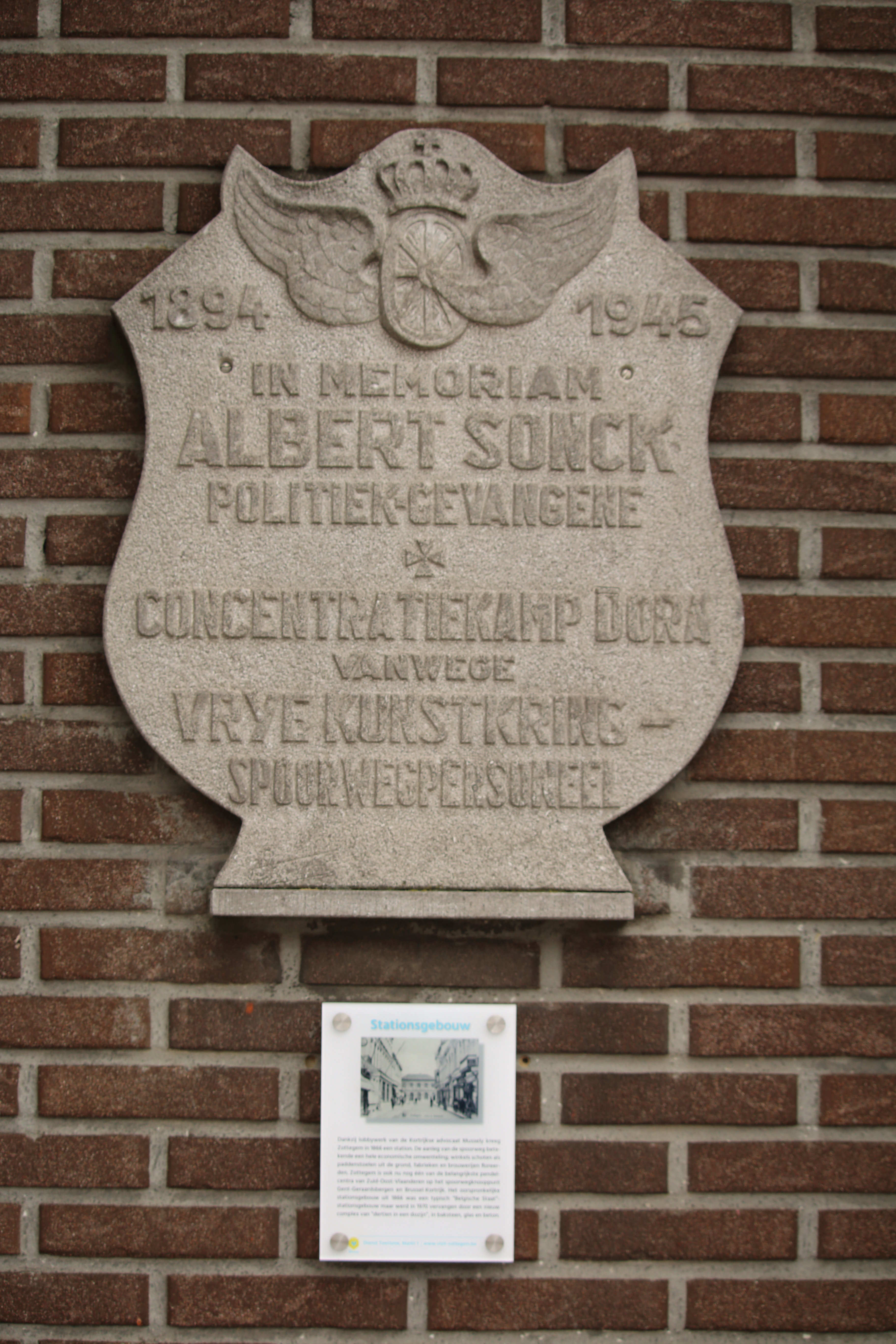
Gedenkplaat voor Albert Sonck, Station Zottegem

Albert Sonck (Gentbrugge, 9 september 1894 - Duitsland, 24 februari 1945) was een lid van het Belgisch verzet in de Tweede Wereldoorlog. 

## Biografie
Sonck was onderchef van Station Zottegem. Hij verzamelde inlichtingen over treinverkeer en transport van troepen. Sonck werd op 5 juli 1944 in het station van Zottegem gearresteerd en werd gedeporteerd naar Buchenwald met het konvooi van 10 juli 1944. Hij overleed op 24 februari 1945 in het concentratiekamp Mittelbau-Dora.

## Herdenking
Aan het station van Zottegem werd op 15 augustus 1947 een herdenkingsplaquette aangebracht met als tekst: 1894-1945 In memoriam Albert Sonck politiek gevangene concentratiekamp Dora vanwege Vrije Kunstkring spoorwegpersoneel. Zijn naam staat ook vermeld op het Oorlogsmonument op het Politiek Gevangenenplein.